# Teora
Teora község (comune) Olaszország Campania régiójában, Avellino megyében.

## Fekvése
A megye délkeleti részén fekszik. Határai: Caposele, Conza della Campania, Lioni és Morra De Sanctis.

## Története
Eredete a régészeti leletek alapján a rómaiak idejére vezethető vissza. Első írásos említése 1098-ból származik. A következő századokban nemesi birtok volt. A 19. században nyerte el önállóságát, amikor a Nápolyi Királyságban felszámolták a feudalizmust. Az 1980-as földrengés során teljesen elpusztult, de újjáépítették. Az egyetlen földrengést túlélő épület a San Vito-templom. 

## Népessége
A népesség számának alakulása:

## Főbb látnivalói
San Vito-templom